# أندريه روبن
أندريه روبن (بالفرنسية: André Robin)‏ هو متزلج جماعي فرنسي، ولد في 10 أكتوبر 1922.

## وصلات خارجية
- أندريه روبن على موقع أوليمبيديا (الإنجليزية)